# Batab
El Batab o báatab (del maya: Batab ‘Jefe local del pueblo; cacique’) en singular o batabo'ob en plural, era el nombre dado al máximo gobernante o jefe de una localidad o municipio llamado batabil en singular, batabilo'ob en plural. 
Diversos batabilo'ob asentados en un área delimitada o jurisdicción, llamada en idioma maya Kuchkabal, podían tener una organización política o gubernamental variable concentrando la máxima autoridad militar, sacerdotal y social en una sola persona llamada Jalach wíinik a quién todos obedecían, o bien podía funcionar a través de un concejo de batabo'ob que se reunían periódicamente para tomar decisiones importantes. En ambos casos los batabo'ob pertenecían generalmente a una sola familia o linaje, y debido a ello la jurisdicción o kuchkabal a veces llevaba el patronímico como nombre, Ah Canul, Tutul Xiu, Cupul son algunos ejemplos.[cita requerida]
Cuando existía un Jalach wíinik, este personaje concentraba todo el poder religioso, militar y civil. Él escogía, entre los miembros de la aristocracia, a los funcionarios que ayudaban en la administración de la jurisdicción, designando a cada batab. Regularmente todos los batabo'ob eran familiares incluido el Jalach wíinik.[cita requerida]
En cada batabil, el batab se apoyaba en otros personajes para ejercer sus funciones: El Ah kulel era una especie de procurador que ejecutaba las órdenes del batab, y los tupiles eran más numerosos y sus funciones eran semejantes a las de alguaciles o policías.[cita requerida]